# 조음기관

1. 바깥 입술, 2. 안쪽 입술, 3. 이, 4. 치경
5. 후치경, 6. 전경구개, 7. 경구개, 8. 연구개
9. 구개수, 10. 인두, 11. 성문, 12. 후두개, 13. 설근
14. 후설, 15. 전설, 16. 설단, 17. 설첨, 18. 혀 밑

조음기관(調音器官)은 말소리를 만드는데 쓰이는 신체 기관을 의미한다. 발음기관(發音器官)이나 음성기관(音聲器官)이라고도 한다.

## 발성 기관의 종류

### 입술
- 윗입술 (상순)
- 아랫입술 (하순)

### 이
- 윗니 (상치)
- 아랫니

### 상부 기관
- 치경 (잇몸)
- 치조
- 치조제
- 후치경
- 입천장 (구개)
  - 경구개 (센입천장)
  - 연구개 (여린입천장)
- 구개수 (목젖)

### 하부 기관
- 혀
  - 설첨
  - 설단
  - 전설
  - 중설
  - 후설
  - 설근
- 후두개
- 인두
- 성문

## 참고 서적
- 김진우(2004), 언어, 탑출판사, ISBN 89-342-0108-8
- 이건수(2000), 언어학 개론, 신아사, ISBN 89-8396-142-2

## 같이 보기
- 조음 위치
- 조음 방법